# میا کانگ
میا کانگ (زاده ۳۰ دسامبر ۱۹۸۸) یک مدل مد بریتانیایی-سوئیسی، مبارز موی تای، مدافع مثبت‌نگری به بدن و مجری تلویزیونی مستقر در شهر نیویورک است. کانگ در هنگ کنگ بزرگ شد و به عنوان یک دختر جوان به دلیل اضافه وزن مورد آزار و اذیت قرار گرفت. او در ۱۳ سالگی وزن خود را به نصف کاهش داد و خیلی زود به عنوان یک مدل مورد توجه قرار گرفت. کانگ در دوران دبیرستان و دانشگاه در سراسر آسیا و اروپا مدل شد. او مدرک کارشناسی ارشد در رشته مالی و حقوق مالی در انگلستان گرفت و مدلینگ را رها کرد تا به عنوان یک تاجر کالا مشغول به کار شود، قبل از بازگشت به مدلینگ در شهر نیویورک و برنده شدن در جستجوی مدل نسخه لباس شنای اسپورتس ایلاستریتد در سال ۲۰۱۶ و به عنوان یک تازه‌کار در سال ۲۰۱۷ معرفی شد.

## زندگی‌نامه
میا کانگ در هنگ کنگ به دنیا آمد و بزرگ شد، هرچند که تابعیت سوئیسی دارد. پدرش بریتانیایی و مادرش کره‌ای است. آن‌ها در حین زندگی در تایوان با یکدیگر آشنا شدند و سپس به خاطر کار به هنگ کنگ نقل مکان کردند. هر دو والدین او دانشگاهی بودند و پدرش فیزیک‌دان از دانشگاه آکسفورد بود. او چهار خواهر و برادر ناتنی بزرگ‌تر دارد (دو خواهر ناتنی با همان پدر و مادر تایوانی و دو برادر ناتنی با همان مادر و پدر بریتانیایی متفاوت)، اما آن‌ها در نقاط مختلف جهان زندگی می‌کردند و او در حین بزرگ شدن با آن‌ها نبود.
به عنوان یک نوجوان، کانگ در مدرسه بین‌المللی آیلند در هنگ کنگ تحصیل کرد و در نهایت فارغ‌التحصیل شد، اما هرگز احساس نمی‌کرد که در آنجا جا افتاده است. او می‌گوید که بچه‌های آسیایی با هم اجتماعی می‌شدند و بچه‌های غربی نیز با هم، اما او که نیمی کره‌ای و نیمی بریتانیایی بود، هرگز احساس نمی‌کرد که به هیچ‌کدام تعلق دارد.

## موی تای
خانوادهٔ کانگ خانه‌آی در جزیره ساموی، واقع در سواحل شرقی تایلند داردند. او در سال ۲۰۱۶ در حال گذراندن یک تعطیلات ۱۰ روزه از مدلینگ بود که متوجه مبارزان جوانی از یک باشگاه محلی شد که در کنار جاده در حال تمرین موی تای بودند و از آنها پرسید که آیا می‌تواند این ورزش را امتحان کند؟ قصد دارد که کاهش وزن بیشتری داشته باشد تا به مقداری که به او گفته شده است، برسد. مربیان از تمرینات او به اندازه کافی تحت تأثیر قرار گرفتند و پیشنهاد کردند که به تیم بپیوندد. این ۱۰ روز به یک کمپ تمرینی شش یا نه ماهه تبدیل شد که شامل تمرین منظم شش روز در هفته بود. تمرینات هنرهای رزمی به او آموخت که به بدنش احترام بگذارد. تمرینات آنقدر شدید بود که او فراموش کرد سیگار می‌کشد. او از محدود کردن غذایی که می‌خورد، دست کشید، ۲۰ تا ۳۰ پوند اضافه وزن پیدا کرد، عضلانی‌تر شد و تعریف بیشتری پیدا کرد. سایز لباس او از سایز دو-چهار به سایز چهار-شش تغییر کرد.

## فعالیت‌های خیریه
کانگ سعی می‌کند در هر کشوری که مدلینگ می‌کند، با یک سازمان خیریه همکاری کند. او از باشگاه موی تای ور واتثانا حمایت می‌کند که به کودکان در یک منطقه فقیرنشین در شمال شرق تایلند کمک می‌کند. در سال ۲۰۱۷، او برای پروژه‌ای در زمینه قاچاق انسان به نام "پروژه نجات ۱۸ برای ۱۸" با چتربازی از ارتفاع ۱۸,۰۰۰ فوت (۵,۵۰۰ متر)، که بالاترین پرش در آمریکای شمالی است، پول جمع‌آوری کرد.